# Yuval Steinitz

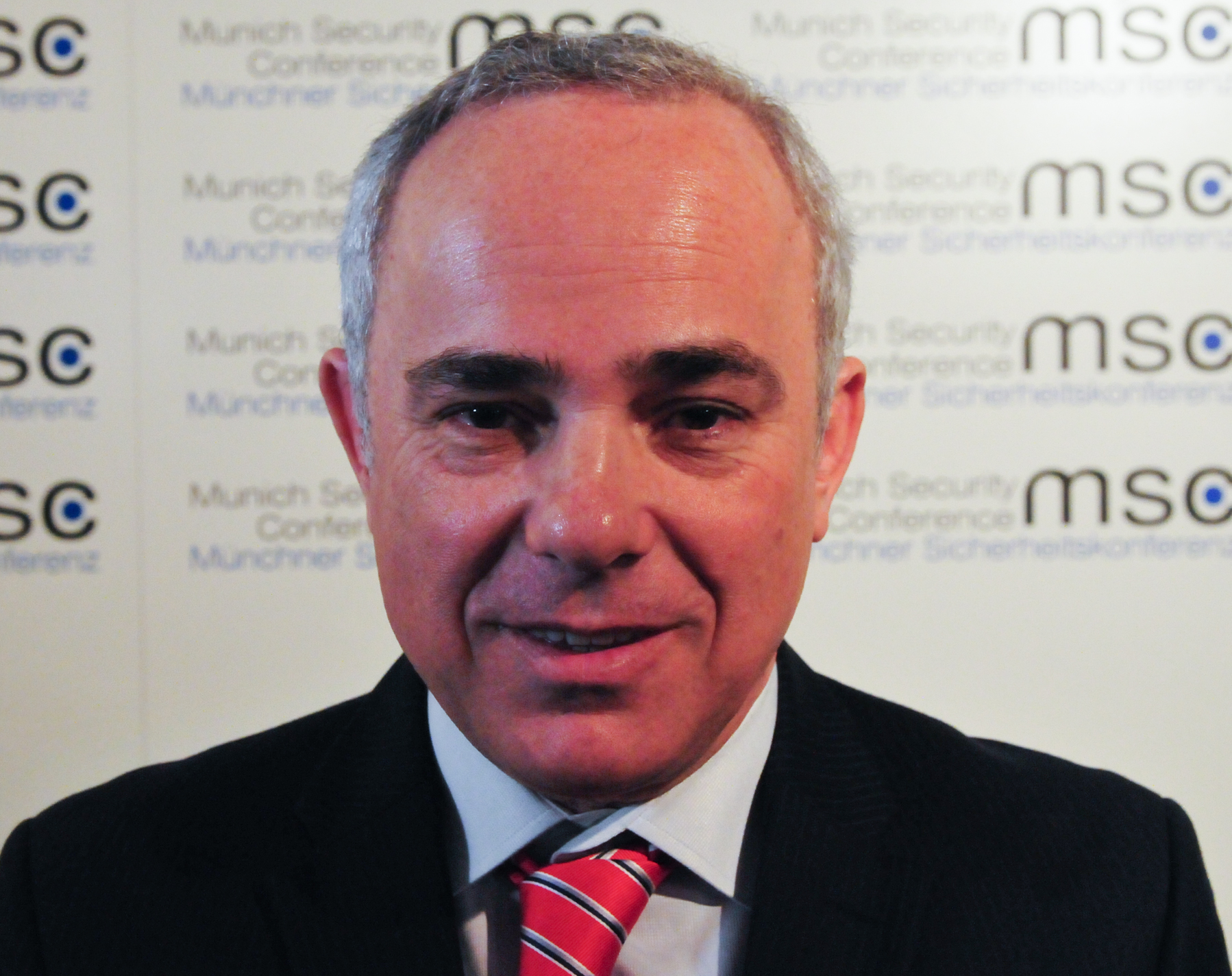
Yuval Steinitz (2015)

Yuval Steinitz (hebräisch יובל שטייניץ ; * 10. April 1958 in Ramot HaShavim, Israel) ist ein israelischer Politiker des Likud und war von Mai 2015 bis 2021 Minister für Energie- und Wasserversorgung. Zuvor war er von 2009 bis 2013 Finanzminister und von 2013 bis Mai 2015 Minister für strategische Angelegenheiten.

## Biografie
Nach dem Schulbesuch studierte er Philosophie an der Hebräischen Universität Jerusalem und schloss dieses Studium mit einem Bachelor of Arts (B.A. Philosophy) und einem Master of Arts (M.A. Philosophy) mit Auszeichnung ab. Darüber hinaus erwarb er einen Philosophiae Doctor (Ph.D.) an der Universität Tel Aviv und erhielt für seine Dissertation den Alon Preis.
Steinitz, der seinen Militärdienst in der Golani-Brigade der israelischen Streitkräfte leistete und Reservist der Alexandroni-Brigade ist, wurde später Lecturer und Senior Lecturer für Philosophie an der Universität Haifa und zweimal mit dem Titel „Outstanding Lecturer“ ausgezeichnet. Neben seiner Lehrtätigkeit veröffentlichte er auch die philosophischen Fachbücher Invitation to Philosophy (1994) und In Defense of Metaphysics (1995).
Seine politische Laufbahn begann Steinitz im Juli 1999, als er als Vertreter des Likud zum Mitglied der 15. Knesset und gehörte dieser seitdem nach seinen Wiederwahlen im Februar 2003, April 2006 und Februar 2009 an.
Zwischen 1999 und 2003 war er nicht nur Vorsitzender des Unterausschusses für Sicherheitsvorstellungen und Mitglied zahlreicher weiterer Ausschüsse der Knesset, sondern zwischen 1999 und 2004 auch Vorsitzender der Association for the Public’s Right to Know.
Danach war er von 2003 bis 2009 Vorsitzender des Knessetausschusses für Auswärtige Angelegenheiten und Verteidigung und zeitgleich mit dem republikanischen US-Senator aus Arizona Jon Kyl Co-Vorsitzender des Gemeinsamen Verteidigungsausschusses des US-Kongresses und der Knesset.
Daneben war er zwischen 2003 und 2006 zeitweise als Vorsitzender des Unterausschusses für Nachrichten- und Geheimdienste auch Vorsitzender des Ausschusses für die Untersuchung der Geheimdienstaktivitäten nach dem Irakkrieg und des Untersuchungsausschusses über die Ereignisse in Amona am 1. Februar 2006.
In der 17. Knesset war er von 2006 bis 2009 Vorsitzender des Unterausschusses für den Notstand und lokale Sicherheit sowie Mitglied einiger anderer Ausschüsse.
Von April 2009 bis 2013 war Steinitz Finanzminister im Kabinett von Benjamin Netanjahu.
Von März 2013 bis Mai 2015 war Steinitz Minister für strategische Angelegenheiten und Nachrichtendienste.
Steinitz hat das Buch Invitation to Philosophy - Imagined Dialogues with Great Philosophers geschrieben.
Bei der Wahl 2018 des Vorsitzenden der Jewish Agency for Israel war Steinitz der Wunschkandidat von Ministerpräsident Netanjahu, wurde aber trotz deutlicher Einflussnahme Netanjahus nicht gewählt.
Yuval Steinitz ist mit Gila Canfy-Steinitz verheiratet, die 2022 zur Richterin am Obersten Gericht ernannt wurde.
Anfang Juli 2022 gab er bekannt, sich aus der Politik zurückzuziehen und sich an den künftigen Wahlen nicht zu beteiligen.